# Acolco
Acolco är en ort i Mexiko.   Den ligger i kommunen Alpatláhuac och delstaten Veracruz, i den sydöstra delen av landet, 220 km öster om huvudstaden Mexico City. Acolco ligger 1 771 meter över havet och antalet invånare är 463.
Terrängen runt Acolco är lite bergig, och sluttar österut. Runt Acolco är det tätbefolkat, med 331 invånare per kvadratkilometer. Närmaste större samhälle är Huatusco de Chicuellar, 12,6 km öster om Acolco. Omgivningarna runt Acolco är en mosaik av jordbruksmark och naturlig växtlighet.